# Microeurhynchium pumilum
Microeurhynchium pumilum là một loài Rêu trong họ Brachytheciaceae. Loài này được (Wilson) Ignatov & Vanderpoorten mô tả khoa học đầu tiên năm 2009.